# Loboptera loboptera
Loboptera loboptera är en kackerlacksart som först beskrevs av Karlis Princis 1962.  Loboptera loboptera ingår i släktet Loboptera och familjen småkackerlackor.
Artens utbredningsområde är Kamerun. Inga underarter finns listade i Catalogue of Life.